# آنا باربوسو
آنا ماريا باربوسو (من مواليد 26 يوليو 2006) هي لاعبة جمباز فني رومانية، وهي بطلة أوروبا للناشئين ست مرات بعد أن فازت بجميع أحداث الناشئين في بطولة أوروبا 2020، بما في ذلك حدث الفريق. هي أيضًا بطلة شاملة في بطولة رومانيا الوطنية ثلاث مرات، فازت بالميدالية البرونزية في حدث الحركات الأرضية في دورة الألعاب الأولمبية الصيفية 2024 في باريس بعد أن نجح فريقها في الطعن في الشرعية الفنية لتصحيح تم إجراؤه على نتائج الحكام. خلف اللاعبة البرازيلية ريبيكا أندرادي على الميدالية الذهبية، فيما حصلت الأمريكية سيمون بايلز على الميدالية الفضية.
حصلت اللاعبة الرومانية على الميدالية البرونزية في الجمباز الفني للسيدات في الألعاب الأولمبية باريس 2024 في حفل أقيم يوم الجمعة 16 أغسطس في بوخارست. تمثل الميدالية البرونزية باربوسو أول ميدالية فردية للاعب جمباز رومانية في الألعاب الأولمبية منذ لندن 2012 عندما فازت كاتالينا بونور بالميدالية الفضية في الحركات الأرضية وحصلت ساندرا إيزباشا على الميدالية الذهبية في حدث منصة القفز. حصلت الأمريكية جوردن تشايلز في الأصل على الميدالية البرونزية مباشرة بعد المنافسة في باريس 2024 قبل أسبوع، بعد ترقية نتيجتها في حدث الروتين بعد لحظات من مغادرتها الأرضية، مما رفعها من المركز الخامس إلى المركز الثالث، فوق اللاعبة الرومانية باربوسو وزميلتها الرومانية سابرينا فوينا، قضت محكمة التحكيم الرياضية يوم السبت بأن التحقيق الذي رفع نتيجة لاعبة الجمباز الأمريكية غير صالح، وذلك بسبب تقديم الفريق الأمريكي استئنافه بعد انتهاء الوقت المسموح به، ثم قام الاتحاد الدولي للجمباز بتعديل النتائج النهائية للحركات الأرضية لتصنيف باربوسو في المركز الثالث، وإعادة تخصيص الميدالية البرونزية للرومانية. أعلن الاتحاد الأمريكي للجمباز يوم  الاحد 12 أغسطس أنه قدم أدلة جديدة إلى محكمة التحكيم الرياضية والتي يعتقد أنها أظهرت أن التحقيق الأصلي تم تقديمه ضمن الإطار الزمني المخصص، لكنه أصدر في وقت لاحق بيانًا قال فيه إن "قواعد محكمة التحكيم الرياضية لا تسمح بإعادة النظر في حكم التحكيم حتى عندما يتم تقديم أدلة جديدة قاطعة".

## روابط خارجية
- آنا باربوسو في الاتحاد الدولي للجمباز